# 11339 Орлик
11339 Орлик (11339 Orlík) — астероїд головного поясу, відкритий 13 листопада 1996 року.
Тіссеранів параметр щодо Юпітера — 3,491.